# Boyd K. Packer
Boyd Kenneth Packer (Brigham City, Utah, 10 de septiembre de 1924-Cottonwood Heights, Utah, 3 de julio de 2015) fue un educador y líder religioso estadounidense que presidió el Quórum de los Doce Apóstoles de La Iglesia de Jesucristo de los Santos de los Últimos Días, desde el 3 de febrero de 2008 hasta su muerte.

## Personal
Packer era el décimo de 11 hijos de Emma Jensen y Ira W. Packer. Desde 1942 hasta 1946, Packer sirvió en la Fuerza Aérea de su país. En 1947, posterior a su servicio militar, contrajo matrimonio con Donna Smith en el Templo de Salt Lake City, Utah. Juntos, los Packer son los padres de diez hijos y tienen 50 nietos. Packer tiene una maestría de la Universidad de Brigham Young.

## Servicio Militar
Packer se enlistó en la aviación militar estadounidense a mediados de 1943 y entrenó en el vuelo de aviones bombarderos. Estuvo destacado en Osaka durante la Ocupación de Japón al cierre de la Segunda Guerra Mundial. En su calidad de piloto su entrenamiento estuvo en el vuelo de aviones B-24 sin embargo, en Japón fue asignado al vuelo repetido del famoso bombardero B-17 principalmente en asignaciones de búsqueda y rescate aire-mar.

## Servicio en la Iglesia
Boyd K. Packer presidió sobre la misión de la Iglesia en los estados de Nueva Inglaterra en los Estados Unidos. Por un tiempo sirvió como director del comité de relaciones militares de la Iglesia. En 1970, a la edad de 45 años, Packer fue llamado como apóstol y luego, en 1994, al fallecer el entonces presidente de la Iglesia Howard W. Hunter, fue llamado para fungir como presidente en funciones del Cuórum de los Doce Apóstoles. La razón de ello es que los dos apóstoles de mayor antigüedad que Packer, Gordon B. Hinckley y Thomas S. Monson fueron llamados como consejeros de Hunter.
Packer tiene la distinción de haber sido la primera persona en la Iglesia SUD de haber ordenando el primer hombre de la Iglesia con ascendencia africana al oficio de Sumo Sacerdote. Se le acredita como la persona que por primera vez enseñó que el cantar un himno suele despedir los pensamientos inapropiados.

## Muerte
Boyd K. Packer de 90 años, presidente del Cuórum de los Doce Apóstoles, falleció el 3 de julio de 2015, alrededor de las 14:00 h. en su hogar por causas atribuibles a su avanzada edad. Su funeral fue el 10 de julio y su sepultura ese mismo día en la ciudad de Brigham City (Utah).